# Saint-Verhaegen
La Saint-Verhaegen (sovint anomenada la Saint-V) és l'element central del folklore estudiantil de Brussel·les, i celebra la fundació de la Universitat Lliure de Brussel·les (ULB) cada 20 de novembre. Barrejant commemoracions i activitats festives de caràcter més lúdic, és organitzada conjuntament per l'associació interfacultats dels estudiants de l'ULB és a dir Associació general dels estudiants de 1886 a 1970, Associació dels cercles folclòrics de 1973 a 1989 i finalment l'Associació dels cercles d'estudiants (ACE) de 1989 fins als nostres dies així com pel seu homòleg neerlandòfon la Brusselse Studentengenootschap (BSG) de la Vrije Universiteit Brussel (VUB). Recordem que aquesta s'ha escindit de l'ULB el 1969.

## De 1834 a 1888
L'obertura oficial de l'ULB tingué lloc el 20 de novembre de 1834 sota la impulsió de Théodore Verhaegen, Venerable Mestre de la Lògia Les Amis philanthropes i d'Auguste Baron. D'aleshores ençà, aquesta data va ser decretada dia de permís però les primeres manifestacions reals no van aparèixer fins a la creació de la Union des anciens étudiants (UAE) el 1843. S'organitzava llavors en aquesta data dels retrobaments entre antics alumnes de l'ULB a les tavernes de Brussel·les. Aquesta jornada s'acabava en un banquet.

## De 1888 als anys vint
Aquell any va aparèixer per primera vegada l'expressió «Saint-Verhaegen». Els estudiants van voler en aquesta data reaccionar contra l'organització universitària sentida com a antidemocràtica i allunyada del principi del lliure examen. És per això que van fer referència públicament al fundador de l'ULB, gran promotor de l'ensenyament lliure i científic.
El matí del 20 de novembre de 1888, 200 estudiants (sobre 1400) proveïts de banderes de les diferents organitzacions estudiantils van anar doncs davant l'estàtua de Théodore Verhaegen situada davant els edificis de la universitat que es trobava en aquell temps a la rue des Sols. Després van anar a dipositar una corona de fulles de roure sobre la tomba de Verhaegen al cementiri de Brussel·les a Evere. No és més que dos anys més tard que les autoritats acadèmiques van participar en les cerimònies. Amb els anys, estudiants i francmaçons de la Lògia Els Amics filantrops van caminar junts per commemorar la St. V. Aquests últims acollien els estudiants a la seu de la Lògia.
En els anys que van seguir, un seguici constituït per una llarga filera índia marxava a la tarda pel passeig Anspach, precedits de banderes i fanfara, per anar a la universitat, (rue des Sols), davant el monument dedicat a Verhaegen. Allà eren pronunciats els discursos en nom dels estudiants i de l'ULB. El rector rebia llavors els estudiants. Aquests, per acabar marxaven tot fent gresca pels carrers de la ciutat. L'aspecte lúdic-festiu no començava abans de 17 hores, l'essència de la jornada era consagrada als homenatges.

## Les cerimònies del matí
En els anys 20 del segle xx, l'ULB es trasllada i s'instal·la sobre el campus del Solbosch a Ixelles. Aleshores es produeix un canvi en les festivitats : la part acadèmica tindrà d'ara endavant lloc al matí, les celebracions lúdic-festives a la tarda.
Fins als anys 60, els estudiants desfilaven davant la tomba del soldat desconegut i davant l'estàtua de Francesc Ferrer (erigida el 1911), símbol de la defensa de la llibertat intel·lectual i es dirigien llavors cap a la universitat.
A partir de 1963, es reuneixen al Tir national on 18 estudiants van ser executats durant la Segona Guerra Mundial abans d'arribar a la tomba de Théodore Verhaegen a Evere. Llavors, tornada al Solbosch on es reuneixen davant el monument commemoratiu del Grup G,un grup de resistents procedent de l'ULB en el moment de la Segona Guerra mundial. Les cerimònies prossegueixen llavors al Hall des marbres de l'ULB davant el memorial als membres de la comunitat universitària morts en el transcurs dels dos conflictes mundials. Hi són pronunciats discursos en francès i neerlandès pels rectors de l'ULB i de la VUB, el president de l'UAE, el batlle de Brussel·les, el Gran Mestre del Grand Orient de Belgique i per als estudiants, el president de l'ACE i de la BSG així com el del Cercle du libre examen. Per tancar la part acadèmica, rams de flors són dipositats davant el memorial, de l'estàtua de Verhaegen així com la de Ferrer i Guàrdia, col·locada allà el 1984 (150 anys de l'ULB). S'entona aleshores el Sembrador (le Semeur), cant de l'ULB. En això s'afegeix des d'alguns anys un beure a l'ajuntament de Brussel·les.

## El seguici de la tarda

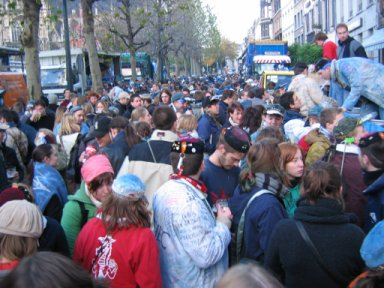
Multitud al seguici de la St V.

A la tarda té lloc un seguici al centre de la ciutat de Brussel·les reunint chars affretés pels diferents cercles d'estudiants de l'ULB i de la VUB així com algunes escoles superiors. A l'origen tirats per animals (fins al començament dels anys 50), els carros reuneixen actualment una armada de camionetes, camions i fins i tot semiremolcs. Arboren decoracions i ornamentacions (més o menys imaginatives en funció de les èpoques) il·lustrant el tema anual escollit pels estudiants. Aquest aborda generalment temes com la lluita contra l'extrema dreta, el pacifisme, el medi ambient, l'anticlericalisme, el folklore estudiantil... I és clar, cadascun transporta barrils de cervesa per tal d'omplir els milers d'estudiants i antics estudiants participant en aquesta festa.
Partint de la plaça del Grand Sablon, el seguici va cap a la part baixa de la ciutat per la rue Lebeau, la rue de l'Hôpital, la place Saint Jean, la rue du Lombard i el boulevard Anspach. Però l'itinerari no va ser immutable i va variar en funció dels treballs a Brussel·les i de les decisions de la policia. Implicava abans una detenció obligada a la rue des Sols o davant el Manneken Pis que porta si s'escau un dels nombrosos vestits d'estudiant amb els que compta el seu guarda-roba. La dislocació va tenir lloc en diferents indrets segons les èpoques : porte de Namur molt de temps, després place Poelaert, place de Brouckère, place Rogier i actualment davant la Borsa de Brussel·les. Tot acabant amb la crema de les decoracions de tornada al campus del Solbosch.

## Els anys negres
La commemoració de la fundació de l'ULB va tenir lloc el 1914-1918 a La Panne, així com el 1942 a l'hôtel Rembrandt i el 1943 a la universitat de Londres a Anglaterra. Quatre vegades els estudiants han renunciat a la Saint-Verhaegen : entre 1938 i 1941 les col·lectes van ser organitzades en benefici de les famílies dels mobilitzats i el 1975. Aquell any, el seguici va ser anul·lat per un conflicte entre les universitats i el govern. El projecte de llei Humblet-De Croo volia neutralitzar una inflació de personal no justificada de les universitats, així com el bloqueig dels compromisos de personal, de les promocions, dels salaris. Per la banda dels estudiants, les normes que defineixen els estudiants subsidiaris són draconianes.

## Les medalles

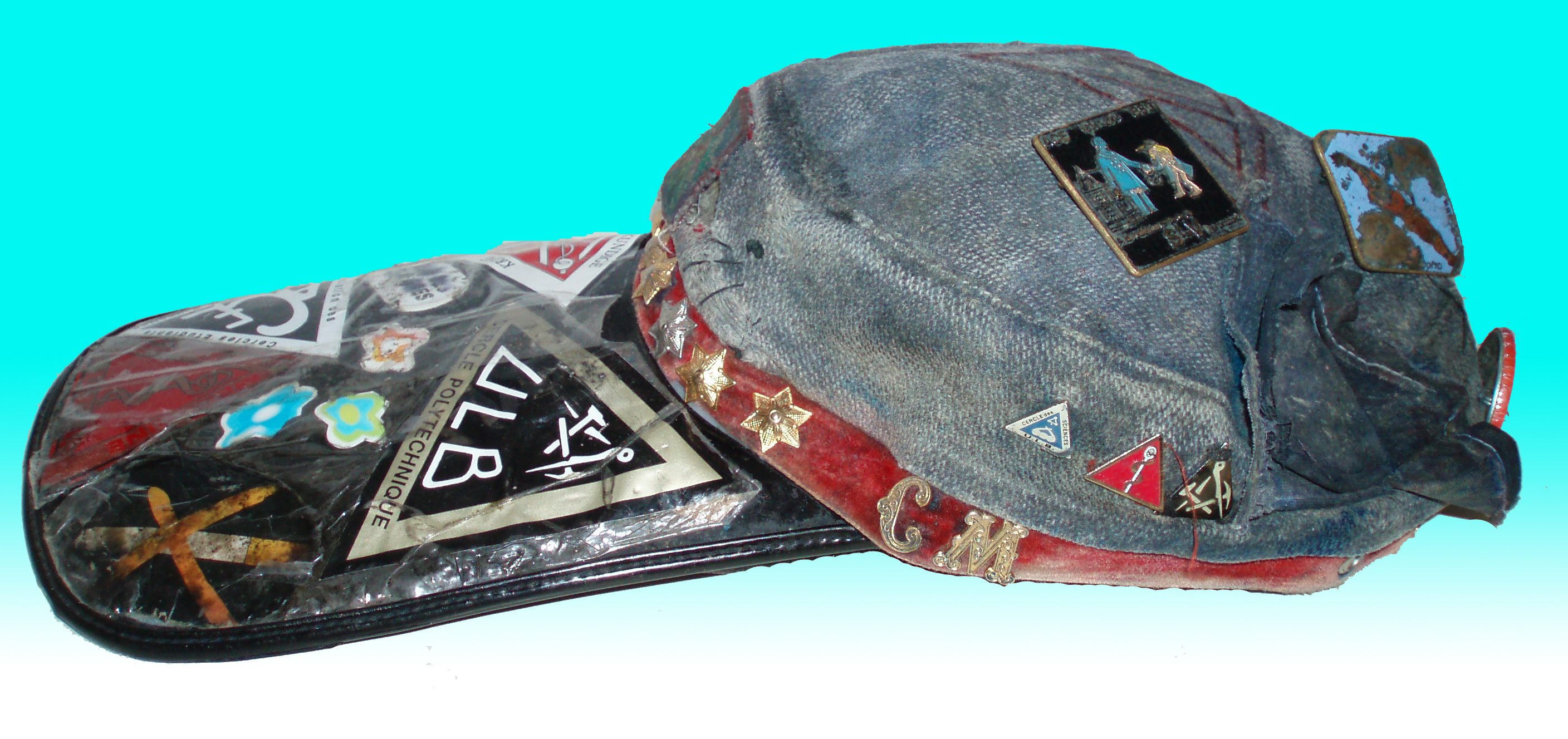
Penne d'un estudiant de l'ULB

Reprenent el tema de St-V, es fan medalles commemoratives en ocasió d'aquesta des de 1938. Aquestes es posen sobre la penne (barret tradicional i folklòric dels estudiants belgues de les universitats no-catòliques) en record d'aquest dia esperat per tots els estudiants destinats al folklore i a l'ULB. El mot penne ve del való i significa visera. Però a més a més de l'emissió «oficial» per l'associació dels estudiants s'hi afegeixen certs anys les versions neerlandòfones, les edicions pirates, les reimpressions abusives, aquelles fetes per certs cercles i per diversos ordres secretes estudiantils, etc.